# Повторні репресії 1948–1953 рр.
Повторні репресії 1948–1953 рр. — репресії, яким піддавалися жертви сталінського терору, що відбули в тюрмах, концтаборах або на засланні свій термін, переважно 10-річний, але не отримали свободу, а знову опинилися за той самий «злочин» у тюрмі або в безстроковому засланні. Таких людей неофіційно називали «повторниками».

## Поновлення обліку та активізація агентурно-оперативної роботи щодо «троцькістів»
Один із повторників – російський письменник і мемуарист Олег Волков, якого арештовували п'ять разів, – згадував останні дні війни та повоєнну атмосферу:
|  | ...багатостраждальний народ боязко й обережно сподівався на людське життя, послаблення [радянського терору]. То були місяці зародження ілюзій. Озираючись, висловлювали сподівання на загальну амністію, розпуск таборів; колгоспникам увижалося розкріпачення, кінець грабіжницьким поборам; оптимісти чекали реформ, віддушин для торгівлі, виробництва, постачання; божевільні сподівалися на добровільну відмову влади від безсудних розправ, дутих процесів, свавілля. |

У 1946 р. у союзному та республіканському МДБ було створено 5-те управління, на яке, окрім інших функцій, покладалися завдання секретно-політичного характеру, серед іншого й оперативна розробка осіб, підозрюваних у ворожій діяльності.
Тим часом в УРСР набувала обертів боротьба з «українським буржуазним націоналізмом», переслідування представників творчої та наукової інтелігенції. Тривало запекле протистояння з національно-визвольним рухом у Західній Україні.
Підготовка до реалізації широкомасштабної кампанії з чергового репресування осіб, раніше покараних за так звані контрреволюційні злочини, розгорнулася навесні 1947 року.

У директиві Політбюро ЦК ВКП(б) «Про ставлення до контрреволюційних троцькістсько-зінов'євських елементів» від 29 вересня 1936 р., підготовленій Л. Кагановичем та підписаній особисто Й. Сталіним, зазначалося:
15 серпня 1940 р. нарком внутрішніх справ УРСР І. Сєров своїм спеціальним наказом зобов'язав начальників оперативних відділів, управлінь, міських і районних відділень НКВС, а також міліцію взяти на спеціальний оперативний облік та розробку засуджених раніше за «контрреволюційні злочини» осіб, котрі повернулися додому із заслання, таборів і тюрем. Найбільш «небезпечними» серед згаданих категорій, за твердженням наркома, були «кадрові троцькісти», «праві», «націоналісти», «меншовики», «есери», «бундівці» та «сіоністи», які, щойно вийшовши з-за колючого дроту, одразу налагоджували «антирадянську роботу», влаштовуючись «через явки, отримані в неволі», зв'язки та прописку в промислових центрах і режимних містах, зокрема й таких, як Дніпродзержинськ, Мелітополь, Біла Церква, Бердичів, а також в окремих населених пунктах Донбасу. Відповідним підрозділам НКВС та управлінням міліції доручалося вилучити з оперативних архівів справи на згадані групи осіб, ретельно вивчити й надалі збирати на них компрометувальні матеріали, пильно відстежувати їхні «ворожі контакти» та «антирадянську діяльність», аби передавати зібрані матеріали в управління державної безпеки для подальшої розробки. Окрім цього, регіональні підрозділи НКВС зобов'язували щомісяця повідомляти 2-му відділу УДБ списки осіб згаданих категорій, що повернулися з місць позбавлення волі. Проте війна завадила реалізації цих планів.
У травні 1947 р. за дорученням ЦК ВКП(б) у Міністерстві державної безпеки розгорнулася робота зі з'ясування долі «численних чекістських матеріалів щодо троцькістів, правих, есерів, меншовиків і анархістів, розробка яких [колишнім 2-м управлінням НКДБ] від 1943–1944 рр. чомусь була припинена» за вказівкою тогочасного наркома державної безпеки СРСР В. Меркулова та його заступника Б. Кобулова. А справи згаданих «контрреволюційних елементів» передано до архіву.
Вищий партійний орган кваліфікував це як «грубу політичну помилку» чекістів. Виправити «недогляд» згаданих посадовців доручалося новому керівництву МДБ та їхнім підлеглим на місцях. Це й було задекларовано 26 червня 1947 р. у директиві МДБ СРСР №147 за підписом очільника відомства В. Абакумова. У документі містився суворий припис, адресований 5-му управлінню МДБ УРСР і відповідним підрозділам обласних управлінь держбезпеки: відновити «неправильно припинену оперативну роботу проти троцькістів і колишніх учасників антирадянських партій, вилучити з архівів справи», «необґрунтовано передані туди у 1943–1944 роках».

## Регламентація повторного репресування
21 лютого 1948 р. з грифом «Не підлягає публікації» з'явився Указ Президії Верховної Ради СРСР «Про направлення особливо небезпечних державних злочинців після відбування покарання в заслання на поселення у віддалені місцевості СРСР». Він, власне, і став підставою для подальшого розгортання масштабної операції з повторного репресування багатьох осіб, засуджених раніше за політичні «злочини».
Першим пунктом Указу Міністерству внутрішніх справ СРСР приписувалося: «Усіх шпигунів, диверсантів, терористів, троцькістів, правих меншовиків, есерів, анархістів, націоналістів, білоемігрантів та учасників інших антирадянських організацій і груп та осіб, що становлять небезпеку через свої антирадянські зв'язки та ворожу діяльність, після закінчення строку покарання в особливих таборах ГУЛАГу направляти за призначенням МДБ СРСР у заслання на поселення під нагляд органів МДБ» до Колими на Далекому Сході, районів Красноярського краю, Новосибірської області, Казахської РСР.
Другий пункт документа зобов'язував МДБ СРСР так само чинити з перерахованими вище «державними злочинцями», звільненими після «закінчення Великої Вітчизняної війни». Цих осіб, за вердиктом Особливої наради при МДБ СРСР, наказувалося відправляти в заслання.

Варто зазначити, що практика повторного покарання в СРСР фактично існувала й до появи Указу від 21 лютого 1948 р., хоча й не була легалізована актами вищого законодавчого органу держави. Найбільш влучно її охарактеризував радянський політичний діяч Мартем'ян Рютін. В одному зі своїх листів, апелюючи до Президії ЦВК СРСР з-за ґрат у листопаді 1936 р., він зауважував:
10 січня 1937 р. Військова колегія Верховного Суду СРСР із застосування надзвичайного закону від 1 грудня 1934 р. без участі обвинувачення та захисту засудила Мартем'яна Рютіна до найвищої міри покарання – розстрілу, який був приведений у виконання того ж дня.
Положення Указу 21 лютого 1948 р. суперечили багатьом статтям основного закону держави – чинної Конституції СРСР (1936 р.). Так, приміром, вищий законодавчий орган, ігноруючи ст. 102 (принципи правосуддя), пролонгував широкі повноваження антиконституційного позасудового органу – Особливої наради при МДБ СРСР, якій приписувалося «відправляти в заслання на поселення» осіб, які вже відбули своє покарання й були звільнені з місць позбавлення волі.

### Директива № 66/241 цт
26 липня 1948 р. Міністр державної безпеки В. Абакумов і Генеральний прокурор СРСР Г. Сафонов, звітуючи про виконання рішення Ради Міністрів СРСР № 416-159 цт від 21 лютого 1948 р., доповіли про готовність місць заслання в північних районах Красноярського краю та Новосибірської області, на Далекому Сході й у Казахстані для прийому «шпигунів, диверсантів, терористів, троцькістів, правих, меншовиків, есерів, анархістів, націоналістів, білоемігрантів і учасників інших антирадянських організацій і груп, звільнених після відбуття покарання з таборів і тюрем після завершення Великої Вітчизняної війни...». У документі подавалися статистичні дані щодо перелічених контингентів. Зокрема зазначалося, що в СРСР виявлено та враховано 45 048 осіб, випущених після війни з в'язниць і таборів, що підлягають засланню.
Упродовж трьох наступних місяців згадана директива так і не була схвалена та розіслана. Лише 26 жовтня 1948 року за підписами Міністра державної безпеки СРСР В. Абакумова та Генерального прокурора Союзу РСР Г. Сафонова вийшла спільна директива № 66/241 цт про порядок реалізації ухвали 21 лютого 1948 р. Вона була розіслана Міністрам державної безпеки союзних і автономних республік, начальникам УМДБ країв і областей, начальникам управлінь та відділів охорони МДБ залізниць і водних басейнів, прокурорам республік та областей, військовим прокурорам округів і військ МВС.
У першому пункті директиви виконавцям наказувалося оформлювати арешт «у встановленому законом порядку... висуваючи обвинувачення відповідно до складу злочину, за який вони відбували покарання в таборах і тюрмах». Регіональним органам МДБ приписувалося вести слідство, фокусуючись на «виявленні антирадянських зв'язків та ворожої діяльності злочинців після звільнення з тюрем і таборів» й опісля направляти їх «за підсудністю». Далі містилася ремарка: «Якщо у процесі слідства таких даних виявлено не буде, справи направляти до Особливої наради при МДБ СРСР для застосування до арештованих заслання на поселення відповідно до Указу Президії Верховної Ради СРСР від 21 лютого 1948 р.».
Наприкінці другого пункту спільної директиви № 66/241 від 26 жовтня 1948 р. приписувалося не арештовувати «старих, немічних інвалідів та важкохворих за відсутності матеріалів щодо їхньої ворожої діяльності після звільнення з таборів та тюрем».
Третій пункт дозволяв переїзд на вічне поселення до повторників їхніх родин.

## Категорії повторників

### Пересидчики
30 квітня 1941 р. на розгляд ЦК ВКП(б) та РНК СРСР надійшли проєкти двох документів, підготовлених, як і в попередні роки, наркомом внутрішніх справ Радянського Союзу: постанови ЦК ВКП(б) та РНК СРСР «Про запровадження нового виду покарання, яке призначатиме Особлива нарада при НКВС СРСР і судові органи, – заслання на поселення на 20 років» та Указу Президії Верховної Ради СРСР практично з такою ж назвою. Згаданими новаціями передбачалося надати Особливій нараді при НКВС СРСР право застосовувати до засуджених на позбавлення волі терміном від 5 до 8 років, ще й додаткове покарання – заслання на 20 років. Таку ж тривалу ізоляцію планувалося використовувати як самостійне покарання для «соціально небезпечних елементів».
Війна в прямому сенсі слова врятувала багатьох від чергового задуму НКВС. Ці проєкти тоді залишилися на папері. Проте частково вказані приписи все ж були реалізовані на самому початку німецько-радянської війни. 22 червня 1941 р. вийшла деректива НКВС і Прокурора СРСР № 221 про переведення тюрем і таборів у воєнний стан, відповідно до якої було припинено звільнення зі згаданих місць позбавлення волі «контрреволюціонерів», бандитів, рецидивістів та інших небезпечних злочинців. Згаданих осіб наказувалося зосередити у спеціальних табірних зонах під посиленою охороною, припинивши будь-яке їхнє спілкування із зовнішнім світом, зокрема й листування. Трохи пізніше – 29 квітня 1942 р. – директивою НКВС і Прокурора СРСР № 185 із таборів була «звільнена» частина в'язнів, затриманих там у зв'язку з початком війни, незважаючи на закінчення терміну ув'язнення. Найважливіший пункт документа проголошував: «1. Ув'язнених, які відбувають строк покарання, затриманих у таборах, тюрмах та колоніях відповідно до директиви № 221 від 22 червня 1941 р., з-під варти звільнити, за винятком засуджених за зраду, терор, шпигунство, диверсію, троцькістів, правих та бандитів, оголосивши останнім, що вони залишені під вартою до кінця війни».
29 квітня 1947 р. заступник Генпрокурора СРСР Г. Сафонов розіслав своїм підлеглим на місця роз'яснення щодо терміну позбавлення прав осіб, яких затримували в таборах за директивою НКВС та Прокурора СРСР від 29 квітня 1942 р. Цей строк мав вести відлік із моменту фактичного звільнення.

Отже, перелічених вище осіб залишили у статусі пересидчиків, пролонгувавши їм термін перебування в таборі. Більшість із них були жертвами «Великого терору». Вони й потрапили під дію лютневого (1948 р.) Указу. Їх затримали в таборах на кілька місяців, а згодом відправили в заслання на поселення. Певна частина в'язнів ГУЛАГу, засуджених у другій половині 30–40-х років до більших, навіть 25-річних термінів, була визнана «особливо небезпечними...», переводилася до особливих таборів і вже звідти, згідно з новими ухвалами, мала потрапляти в заслання.

### В'язні ГУЛАГу
Починаючи від квітня-травня 1948 р. політв'язнів припинили звільняти з таборів навіть тоді, коли спливав їхній термін позбавлення волі й у вироку не було зафіксовано додаткове покарання у вигляді заслання.
Першим документом, що встановлював процедуру формування загону повторників із в'язнів ГУЛАГу, у яких вичерпувався строк покарання, став спільний наказ МВС, МДБ і Прокуратури СРСР «Про організацію особливих таборів і тюрем МВС для утримання особливо небезпечних державних злочинців і про направлення останніх після відбуття покарання в заслання на поселення під нагляд органів МДБ» від 16 березня 1948 р.
У цьому ж документі дублювалося важливе положення про те, що надалі всі особи, котрі «становлять небезпеку та своїми антирадянськими зв'язками й ворожою діяльністю, після вичерпання строку покарання – не звільняються, а відповідно до Указу Президії Верховної Ради СРСР від 21 лютого 1948 р. направляються етапом у заслання на поселення від нагляд органів МДБ».
Зарахування широкого кола осіб, утримуваних у таборах ГУЛАГу, до категорії «особливо небезпечних державних злочинців» здійснювалося спеціально створеними для цього квазісудовими органами – відбірковими комісіями у складі заступника начальника табору з оперативно-чекістської роботи, представника МДБ і табірного прокурора. Затвердження списків здійснювала інша – створена в Москві – центральна комісія, до якої належали заступники Міністрів МВС, МДБ, начальник ГУЛАГу та його заступник з оперативно-чекістської роботи, керівник відділу «А» (обліково-архівний підрозділ) Міністерства держбезпеки СРСР і деякі інші посадовці високого рангу цього ж відомства.
Після виходу регламентних документів із повторного репресування раніше засуджених за політичними справами в МДБ вжили запобіжних засобів. 23 лютого 1949 р. під грифом «цілком таємно» вийшло роз'яснення, де розтлумачувалося, що після вичерпання строку ув'язнення звільненню з-під варти підлягають усі в'язні, за винятком засуджених за «контрреволюційні» злочини. Їх наказувалося затримувати, навіть у випадку виправдального вироку суду, до спеціального «сигналу» з МДБ, що мав повідомити, чи є з їхнього боку хоч якісь претензії до згаданих осіб. Чітко декларувалося, що «без відповідного узгодження виправдані судом у контрреволюційних злочинах звільнятися з-під варти не повинні». Далі зазначалося, що у процесі перегляду таких справ вони можуть бути «перекваліфіковані за іншими статтями».

### Мінусники
Більшість із них не мали паспортів. Їм спочатку видавали довідку про звільнення, згодом тимчасові посвідчення – 6-місячні, пізніше – на рік. Ці особи мали й відповідні заборонно-дискримінаційні обмеження. Дозволялося пересування лише в межах трьох кілометрів від місця поселення. Вони мали систематично з'являтися на реєстрацію до комендатури. Існувала дискримінація у працевлаштуванні. Спецпоселенці отримували меншу зарплату, ніж інші, оскільки їм не нараховували так званий північний коефіцієнт тощо.
З мінусників до повторно репресованих потрапляли різні за соціальним походженням, віком, фахом люди. За іронією долі серед них опинилися й радянські юристи – вихідці з України, з-поміж них і ті, що цементували «правовий» фундамент тоталітарної держави в цілому і ГУЛАГу зокрема. Ідеться передусім про киянина, юриста-пенітенціариста, першого начальника Головного управління місць ув'язнення, доктора юридичних наук, професора Євсея Густавовича Ширвіндта.
Народжений у Житомирі, випускник юридичного факультету Київського інституту народного господарства Олександр Семенович Шляпочников після доволі стрімкого кар'єрного злету в галузі радянської кримінології теж потрапив у подібну життєву ситуацію.
Серед цих відомих мінусників-повторників опинився й киянин Олександр Олександрович Гаєвський. Уперше був засуджений військовою колегією Верховного Суду СРСР (до 10 років таборів та 5 років позбавлення прав) у добу «Великого терору» за обвинуваченням у «підриві державної могутності, тероризмі та організаційній діяльності» (ст. 58, п. 7, п. 8, п. 11 КК РРФСР).
До числа повторників потрапляли й інші вчорашні в'язні ГУЛАГу, зокрема й ті, кому в разі зразкової поведінки (за їхнім клопотанням, підтриманим керівництвом таборів) відповідним  рішенням ОН залишок вироку замінювався засланням. Такі «заміни» практикувалися здебільшого наприкінці 30-х років – під час Беріївської «відлиги» та в перші повоєнні роки. Саме тоді багатьом засудженим за контрреволюційні злочини останні два роки з 10-річного терміну замінили на заслання, дозволивши працювати за вільним наймом.

Серед тих, хто після відбуття  всього терміну покарання добровільно-змушено оселявся поблизу таборів, була ще одна – доволі чисельна – категорія громадян СРСР. Це ті, хто через репресії, дискримінації, пролонговані в часі перманентні гоніння зневірився в можливості влаштувати своє життя в культурно-промислових центрах країни чи хоча б поблизу них і вирішив не випробовувати долю, оселившись назавжди у глухих кутках Півночі. Як писали самі в'язні ГУЛАГу:
|  | На "Великій землі" до тих, хто мав 58-му статтю, взагалі зберігалося підозріле ставлення, і влаштуватися на роботу було практично неможливо. |

Проте про ці категорії відомо значно менше, ніж про класичних повторників, котрі вдруге потрапили під репресії вже після кількарічного перебування на свободі.

## Розгортання операції (кінець 1948 – 1949 рр.)
Після появи спільної директиви МДБ та Прокуратури СРСР операція з повторного репресування поступово почала входити у сплановане русло, хоча й мала певні збої, спричинені об'єктивними та суб'єктивними обставинами.
Розшук кандидатів у повторники у цей період домінував над іншими напрямами роботи. Органи державної безпеки намагалися встановити, де вони наразі перебувають, різними шляхами: через власні облікові картотеки, архіви й відповідні підрозділи МВС. Провину за зволікання МДБ перекладало на МВС, яке дійсно зволікало з виявленням в архівах справ на репресованих і направленням їх на вимогу відповідного підрозділу МДБ.
УМДБ по Харківській області, готуючись до арештів повторників, упродовж 2-6 листопада 1948 р. направило до 1-го спецвідділу МВС СРСР 50 запитів, що залишилися проігнорованими. Міністерство державної безпеки висловлювало претензії не лише до МВС СРСР та УРСР, а й його регіональних підрозділів у республіці, звідки справи не надходили вчасно. У листопаді 1948 р. подібне зволікання викликало хвилю обурення у 5-му управлінні, оскільки туди не надійши справи з 1-х спецвідділів Житомирського, Харківського, Одеського, Сумського, Сталінського УМВС. На початку наступного року ситуація з надходженням справ радикально не змінилася.

В одній із доповідних, звітуючи про виконану роботу, зазначалося:
У листопаді 1948 р. був задекларований намір щодо об'єднання директив №147 і № 66/241 цт в одну операцію. Це мало позначитися на ефективності повторної екзекуції всіх категорій, перерахованих в обох документах і об'єднаних узагальненим визначенням «особливо небезпечні злочинці».

Упродовж грудня 1948 р. з Києва до Москви раз на тиждень надсилалися довідки про стан роботи з виявлення кандидатів у повторники, що після відбуття покарання оселилися в Україні. Серед них у той час переважали колишні члени «антирадянських» партій. В одному зі згаданих грудневих звітів «Про виявлення по Україні троцькістів, правих, меншовиків та інших, що повернулися після відбуття покарання» зазначається:

### Перші повторники
На початку січня 1949 р. з'явився рапорт про хід виконання директиви №147: «арештовано 151 особу, в т.ч. у 1947 р. – 32, 1948 р. – 119 осіб; встановлено тих, що повернулися в УРСР після відбуття строку покарання за період після завершення війни – 580 осіб», а отже, потрапляють під дію директиви №66/241 цт. З-поміж останніх за попередні три місяці арештували 71 особу. Були названі й місця найбільшої концентрації цієї категорії громадян: Сталінська, Ворошиловградська, Дніпропетровська, Київська, Одеська й Харківська області.
До числа повторників потрапили й уже були арештовані, зокрема УМДБ по Дніпропетровській області: А. Геллер (1890 р.н.), З. Марченко (1907-2000), О. Лінецька (1893 р.н.) і Ц. Столярчик (1903 р.н.). Вони начебто входили до складу відповідної організації, що існувала на швейній фабриці ім. Володарського у м. Дніпропетровськ і лише нещодавно повернулися додому з ув'язнення після засудження у 1936-1937 рр. Першому зі згаданих інкримінували й те, що він «збирав гроші для допомоги родинам засуджених троцькістів», О. Лінецькій – голосування на партійних зборах проти виключення з партії «ворога народу Троцького». Обтяжувальними обставинами під час повторного арешту стало повернення цих осіб до Дніпропетровська й Дніпродзержинська – режимних міст, де їм заборонялося проживати після відбуття покарання. Арештовані ще наприкінці 1948 р., згадані особи отримали вироки Особливої наради МДБ СРСР у березні-квітні 1949 р. і були заслані до Красноярського краю (реабілітовані у 1956-1957 рр.).

### Групові справи

#### «Сіоністи»
В Указі та обох директивах, де визначено й перераховано категорії кандидатів, таке поняття як «сіоніст» не згадувалося. Аналіз матеріалів МДБ УРСР і архівно-кримінальних справ засвідчує, що радянська влада та її каральні органи зарахували осіб,які в різний час, навіть і до жовтня 1917 р., входили до складу єврейських партій, союзів і навіть освітніх, спортивних товариств і об'єднань. У згаданих директивах вони малися на увазі під визначенням «націоналісти», іноді й «троцькісти».
До чергового репресування були намічені покарані в 1938 р. за належність до згаданих об'єднань Марк Ісаакович Боданкін, Яків-Лейб Давидович Бик, Ілля Веніамінович Дискін, Тевій Ізраїльович Ланцман та Натан (Нафтула) Мойсейович Зак.
Спецсправа №102010 за обвинуваченням цих осіб була завершена в НКВС УРСР 10 серпня 1938 р. 26 вересня того ж року Особлива нарада при НКВС СРСР винесла своє рішення, засудивши кожного до 8-ми років позбавлення волі за участь в «антирадянській сіоністській організації та здійснення націоналістичної пропаганди».
Усіх п'ятьох було засуджено до заслання на поселення. Справи Н. Зака, Т. Ланцмана, М. Боданкіна ОН розглядала в один день – 14 травня 1949 р. Ухвала для всіх була однаковою: «за належність до антирадянської націоналістичної організації заслати на поселення». 31 травня того ж року на них були підготовлені відповідні «наряди» для відправлення в заслання на поселення до Красноярського краю.
Судова колегія у кримінальних справах Верховного Суду СРСР 22 червня 1955 р. реабілітувала всіх згадуваних осіб за попереднімі справами (1937 і 1949 рр.).
Ця повторно сфабрикована групова справа була не єдиною в загальній кампанії радянського терору повоєнної доби.

#### «Троцькісти»
- Мойсей Пінхусович Києвський (1903 р. н.) — 13 травня 1937 р. засуджений до 5 років позбавлення волі у Красноярському краю за інкриміновану ще в 1936 році «нелегальну троцькістську діяльність». Повністю реабілітований у 1962 році.
- Семен Захарович Мирненко (1903 р. н.) — 11 листопада 1939 р. був засуджений до 5 років виправно-трудових робіт за «антирадянську правотроцькістську діяльність». 7 липня 1949 року був повторно арештований. 19 листопада 1949 р. його було відправлено на заслання до Красноярського краю. За першою справою був реабілітований 8 травня 1952 р., а за другою в 1964 р.
- Мойсей Йосипович Вайнман (1904 р. н.) — 23 червня 1936 р. був арештований, а 16 серпня 1936 р. був засуджений до 5 років таборів. Через нацистську окупацію його затримали у Воркутинському таборі і він став «пересидчиком». В грудні 1946 р. вийшов на волю, оселившись в Черкасах. 30 липня 1949 р. був арештований. 14 грудня 1949 р. був засуджений на довічне заслання. Як наслідок важкої праці та умов життя, Мойсей Йосипович став невиліковно хворим та провів 8 років у психіатричній лікарні.
- Надія Адольфівна Йоффе (1906, Берлін — 18 березня 1999, Бруклін, Нью-Йорк) — дочка Адольфа Йоффе.
- Яків Самойлович Ганапольський (1885 р.н.) — деякий час був членом організації «Поалей-Цион». У 1938 році за «активну антирадянську діяльність» був засуджений до 8 років ВТТ. 1946 р. повернувся до Києва, де перебував на нелегальному становищі. 23 серпня 1950 р. був повторно засуджений до заслання в Кустанайській області на півночі Казахстану.
- Григорій Артемович Кузьмін (1898, с. Квашково, Російська імперія) — два рази (у 1933 р. – 3 роки і в 1937 р. – 5 років) був засуджений за «антирадянську та троцькістську діяльність». 3 вересня 1949 р. Особлива нарада при МДБ СРСР ухвалила рішення про заслання. Кузьміна реабілітували в 1989 році.
- Олександр Хомич Хижняк (1906, м. Ровеньки, Луганська область, Україна) — 17 лютого 1936 р. був засуджений до 7 років позбавлення волі. 15 жовтня 1949 р. постановою Особливої наради при МДБ СРСР від 15 жовтня 1949 р. висланий за межі України. Реабілітований в обох справах у 1959 р.
- Феодо́сій Тимофі́йович Камі́нський (27 (14) серпня 1888 р., с. Богоявленське поблизу Миколаєва Херсонської губернії — 11 жовтня 1978 р., Миколаїв) — краєзнавець, археолог, громадський діяч.
- Іван Миколайович Турков (1903, м. Суми, Україна) — Харківським обласним судом 6 березня 1937 р. за ст.ст. 54-4, 54-10 ч.1 КК УСРР засуджений до позбавлення волі на 7 років. Особливою нарадою при МДБ СРСР 28 вересня 1949 р. за участь в «антирадянській білоемігрантській організації та антирадянську агітацію» засланий на поселення в Новосибірську область. Був реабілітований 23 грудня 1994 року.

#### «Розвідники»
- Яків Мойсейович Фішман (1887 — 1961) — російський революціонер, політичний і військовий діяч, вчений-хімік, а також представник радянських спецслужб.
- Аді Карімович Маліков (9 лютого 1897, Татарстан — січень 1973, Москва) — радянський військовий дипломат та розвідник.
- Юхим Мойсейович Брук (1890, Одеса — 19??) — йому було присуджено вищу міру покарання, яку згодом замінили на 10 років позбавлення волі. Його звинуватили в «належності у 1911-1918 рр. до анархістської організації», шкідництві та шпигунстві на користь Німеччини, а також співпраці з англійською розвідкою. Жодних офіційних підтверджень чи доказів не було. Після звільнення в 1949 р. його повторно арештували 14 червня 1949 р. 17 серпня Особлива  нарада при МДБ СРСР заслала його на спецпоселення. Був реабілітований 9 січня 1991 року.

Окрім згаданих осіб влітку – на початку осені 1949 р. було заарештовано та засуджено близько 1030 осіб, але така динаміка не влаштовувала керівників.

#### Жінки
- Поліна Абрамівна Багітіна (1909 р.н.) — 1928 року належала до міжнародної організації «Гехалуц». В 1935 р. засуджена до 3 років виправно-трудових таборів, а в 1938 році – засудження до 5 років позбавлення волі. Після звільнення знову була арештована за старими обвинуваченнями. 26 жовтня 1949 р. була заслана на поселення в Кизилординську область Казахстану. Багітіна була реабілітована 20 грудня 1989 р.
- Клавдія Панкратівна Петрова (1898 р.н.) – 1949 року була звинувачена в «належності до есерів» та минуле засудження у 1937 р. за «планування вчинення теракту під час проживання в Алтайському краї». Відбувши 8 років в таборах ГУЛАГу, оселилася в місті Бар Вінницької області, де працювала прибиральницею гуртожитку цукрозаводу. Її арештували 19 серпня 1949 року, а 26 листопада того ж року заслали Петрову на поселення. Реабілітація відбулася 9 червня 1995 року.
- Яніна Станіславівна Залевська (1912 р.н., Київ) – вперше її репресували в часи «Великого терору», звинувативши в належності до «польської організації військової». 2 жовтня 1938 року була засуджена до 8 років таборів. Після звільнення оселилася в Кам’янці-Подільському, де працювала секретарем місцевої ветеринарної школи. 17 листопада 1949 року Залевську арештували, висунувши старе обвинувачення – «членство в антирадянській організації». 3 грудня МДБ СРСР ухвалила рішення про заслання Яніни Станіславівни на поселення до Казахстану. Була звільнена зі спецпоселення 11 серпня 1954 року, а реабілітована 1991 року.
- Ашхен Налбандян (1903 р.н.) – мати відомого барда Булата Окуджави.

У другій половині вересня 1949 року МДБ УРСР підготувало блок звітів та узагальнених списків, що ілюстрували перебіг повторного репресування. Ці списки, на відміну від попередніх, були більш інформативними, оскільки розкривали всі напрями роботи: від розшуку, встановлення кандидатів у повторники до вжиття щодо них відповідних санкцій, регламентованих директивою №66/241 цт.
Репресування осіб, згаданих в Указі Президії Верховної Ради СРСР від 21 лютого 1948 року та спільній директиві МДБ і Прокуратури СРСР від 26 жовтня 1948 року набирало обертів. Про це свідчить динаміка виявлення, арештів та слідства.
Зі встановлених станом на 15 жовтня 1949 р. 5838 осіб, що потрапляли під дію директиви №66/241 тц, 1893 колишніх в'язнів не змогли виїхати до попереднього місця проживання. Вони вимушено лишалися або поблизу місць позбавлення волі, або в географічно-визначеному просторі, передбаченому для них. Встановити місцеперебування кожного не видавалося можливим. Тих, хто самотужки шукав собі притулок і тимчасово випав із поля зору карально-репресивних органів, оголошували в розшук – місцевий або всесоюзний. Осіб, виявлених на території інших областей УРСР, також подавали у звітності. У цьому випадку їхні справи передавалися за місцем перебування, і відповідні регіональні органи МДБ проводили всі прописані процесуальні дії.

В останній доповідній, яку республіканське МДБ за підписом заступника Міністра Попереки направило до Москви у 1949 році, зазначалося: